# Karl Svensk
Karl Magnus Andersson Svensk, född 1 december 1873 i Valö församling, Stockholms län, död 21 augusti 1937 i Films församling, Uppsala län, var en svensk spelman, dragspelare och nyckelharpist.  

## Biografi
Svensk föddes 1873 i Valö församling. Svensk började att spela dragspel och övergick sedan till nyckelharpa.

## Kompositioner

### Upptecknade låtar
- Brudmarsch.[3]
- Kilbommens vals.[3]
- Österby vagnshusmarsch.[3]
- Vals.[3]
- Polska efter Per Davsson.[3]
- Polska efter Jan Venngren.[3]
- Hellgrens vals.[3]
- Polska efter Anders Andersson (morfar).[3]
- Britavalsen.[3]